# Liste der Kulturgüter im Wahlkreis Luzern-Stadt
Die Liste der Kulturgüter im Wahlkreis Luzern-Stadt enthält alle Objekte in der Gemeinde des Wahlkreises Luzern-Stadt im Kanton Luzern, die gemäss der Haager Konvention zum Schutz von Kulturgut bei bewaffneten Konflikten, dem Bundesgesetz vom 20. Juni 2014 über den Schutz der Kulturgüter bei bewaffneten Konflikten sowie der Verordnung vom 29. Oktober 2014 über den Schutz der Kulturgüter bei bewaffneten Konflikten unter Schutz stehen.

## Kulturgüterliste der Gemeinde
- Luzern